# ノナン
ノナン (nonane) は化学式C9H20で表される直鎖アルカン炭化水素。無色、可燃性の液体であり、暖房、トラクター、ジェット燃料として使われているケロシンと呼ばれる石油の分留成分に含まれている。溶媒、蒸留チェイサー、燃料添加物、生分解性洗剤の成分としても使われている。
35種の構造異性体が存在する。
置換基はノニルである。対応するシクロアルカンはシクロノナン(C9H18)である。

## 燃焼反応
十分な量の酸素の存在により他のアルカンと同様に燃焼し水と二酸化炭素が発生する。
C9H20 + 14O2 → 9CO2 + 10H2O
酸素が十分でない場合、不完全燃焼により一酸化炭素が生成する。
2C9H20 + 19O2 → 18CO + 20H2O